# En kungens man
En kungens man är en sång skriven av Björn Afzelius 1974. Sången gavs emellertid "bort" till Monica Törnell som gjorde en inspelning för Sveriges Radio 1975 . Den gavs även ut på hennes album Jag är som jag är... (1978).
På Björn Afzelius skivor är den bland annat utgiven på liveskivorna Danska nätter (1982) och Afzelius, Bygren, Råstam (1992). Sången är även inspelad och framförd av en mängd andra artister genom åren.
Den handlar om hur en riddare försöker våldta en kvinna vid namn Maria. Maria dödar honom, fängslas och stenas till döds, medan minnet av riddaren blir hyllat. Sången har ett starkt socialistiskt budskap, då den påstår att överklassen (riddaren) alltid blir hågkommen och hyllad, vad den än gör medan det oskyldiga folket (Maria och "vi som ser hur allt går till") blir förtryckta eller dödade.